# Stephanie Storp
Stephanie Storp (* 28. November 1968 in Braunschweig) ist eine ehemalige deutsche Leichtathletin, die Ende der 1980er bis Ende der 1990er Jahre zu den weltbesten Kugelstoßerinnen gehörte. Ihr größter Erfolg ist der Gewinn der Bronzemedaille bei den Leichtathletik-Weltmeisterschaften 1997.

## Erfolge im Einzelnen
- 1985 – Junioreneuropameisterschaften: Platz 3 (17,45 m)
- 1986 – Europameisterschaften: Platz 11 im Kugelstoßen (18,45 m), Platz 10 im Diskuswurf (56,46 m)
- 1986 – Juniorenweltmeisterschaften: Platz 2 (18,20 m)
- 1989 – Halleneuropameisterschaften: Platz 1 (20,30 m)
- 1990 – Europameisterschaften: Platz 7 (18,88 m)
- 1992 – Olympische Spiele, Barcelona: Platz 7 (19,10 m)
- 1996 – Olympische Spiele, Atlanta: Platz 6 (19,06 m)
- 1997 – Weltmeisterschaften: Platz 3 (19,22 m)

Übersicht der Erfolge bei den Deutschen Meisterschaften:
| Jahr | Platzierung | Platzierung (Halle) |
| ---- | ----------- | ------------------- |
| 1986 | 3           | 2                   |
| 1987 | 3           | 2                   |
| 1988 | 2           | 3                   |
| 1989 | 2           | 2                   |
| 1990 | 2           | 2                   |
| 1991 | 2           | 1                   |
| 1992 | 2           |                     |
| 1993 | 2           | 1                   |
| 1994 | 1           |                     |
| 1995 | 3           |                     |
| 1996 | 3           | 3                   |
| 1997 | 2           | 1                   |
| 1998 | 2           |                     |

Stephanie Storp hält noch den niedersächsischen Rekord im Kugelstoßen mit 20,36 m und ist Zweite im Diskuswurf mit 58,28 m.
Nach der Leichtathletik-Sommersaison 1997 spielte Stephanie Storp Basketball bei der Zweitliga-Mannschaft SpVgg Halchter/Linden (Wolfenbüttel) und erreichte mit ihr den Aufstieg. 1999 versuchte sie ein Comeback, es blieb jedoch erfolglos ohne an ihre früheren Weiten heranzukommen. 2001 beendete sie auf Grund gesundheitlicher Probleme ihre Sportlerkarriere.
Storp startete zunächst für die Leichtathletik-Gemeinschaft Braunschweig und wechselte danach zum VfL Wolfsburg (Trainer: Rudi Schwarz). In ihrer aktiven Zeit war sie 1,94 m groß, und wog 95 kg.
Für ihre Verdienste um den Sport in Niedersachsen wurde sie 1998 in die Ehrengalerie des niedersächsischen Sports des Niedersächsischen Instituts für Sportgeschichte aufgenommen.